# Miles Davis and Horns
Albums de Miles Davis
Dig
(1951) Miles Davis Volume One
(1955)
Miles Davis and Horns est un album jazz du trompettiste Miles Davis paru en 1956 sur le label Prestige.
Les deux séances d'enregistrement se déroulent avec deux formations différentes le 17 janvier 1951 et le 19 février 1953. Celle de 1951 parait d'abord en single et EP puis les enregistrements sont publiés en 1956 par Prestige en LP au format 12 pouces. La séance de janvier est à la fois la première de Miles Davis pour Prestige et la première collaboration studio avec le jeune saxophoniste Sonny Rollins.

## Historique
Le producteur Bob Weinstock, qui venait de créer son label jazz Prestige Records en 1949, contacte Miles Davis vers la période de Noël 1950 pour des enregistrements devant débuter en janvier 1951. Charlie Parker demande également à Davis s'il souhaite participer à ses enregistrements pour Verve qui ont lieu en janvier. Dans la matinée du 17 janvier Davis et Parker enregistrent les titres Au Privave, She Rote, K.C. Blues et Star Eyes. L'après-midi de cette même journée est consacrée à la séance de Miles Davis qui marque son retour en session d'enregistrement en tant que leader, dix mois après les enregistrements de Birth of the Cool en 1950, entouré par des musiciens de renoms et plus tard avec ses propres groupes.
Davis avait rassemblé cinq musiciens, le tromboniste Bennie Green, le pianiste John Lewis, le contrebassiste Percy Heath et le batteur Roy Haynes. Le saxophoniste ténor de 22 ans Sonny Rollins était également présent, formant la première rencontre studio entre Davis et Rollins; une collaboration qui permettra en 1954 à Davis d'enregistrer les compositions Doxy, Oleo et Airegin de Rollins, devenues par la suite des standards. Malgré le peu d'expérience et le jeune âge de Rollins, Weinstock souhaite produire le saxophoniste sur un premier single; ce sera le morceau I Know enregistré à la fin de la séance et est ainsi le début de sa longue carrière d'enregistrement.
Les enregistrements du 17 janvier 1951 (titres 1 à 4 et 9) paraissent sur un album de 12 pouces chez Prestige en 1956, associés à des enregistrements de Miles Davis avec Al Cohn et Zoot Sims effectués lors d'une session le 19 février 1953 (titres 5 à 8). Les titres sont des compositions et principalement arrangées par Al Cohn, procurant une atmosphère décontractée, où Miles Davis est parfois mis en avant. Les autres participants du septet sont Sonny Truitt, John Lewis, Leonard Gaskin et Kenny Clarke.
| Musicien       | Instrument      | Titre   |  | Équipe technique |                             |
| -------------- | --------------- | ------- |  | ---------------- | --------------------------- |
| Miles Davis    | trompette       | 1-9     |  | Bob Weinstock    | Superviseur                 |
| Sonny Rollins  | saxophone ténor | 1-4     |  | Al Cohn          | Arrangeur                   |
| Al Cohn        | saxophone ténor | 5-8     |  | John Lewis       | Arrangeur                   |
| Zoot Sims      | saxophone ténor | 5-8     |  | Ira Gitler       | Liner notes d'origine       |
| John Lewis     | piano           | 1-8     |  | Nat Hentoff      | Liner notes (Prestige 7168) |
| Bennie Green   | trombone        | 1, 2, 4 |  | Kirk Felton      | Mastering                   |
| Sonny Truitt   | trombone        | 5-8     |  |                  |                             |
| Percy Heath    | contrebasse     | 1-4, 9  |  |                  |                             |
| Leonard Gaskin | contrebasse     | 5-8     |  |                  |                             |
| Roy Haynes     | batterie        | 1-4, 9  |  |                  |                             |
| Kenny Clarke   | batterie        | 5-8     |  |                  |                             |

## Titres
La session de janvier débute avec le titre Morpheus dont la composition et l'instrumentation de Lewis est davantage de style cool jazz tandis que les solos de Miles Davis, Rollins, Lewis et les pauses de Green et Haynes se rapprochent du style bop. Down est une composition de Miles Davis en 24 mesures, il reflète bien l'esprit du morceau. Les solistes sont les trois instruments à vent, Rollins étant celui qui joue de la façon la plus agressive. Les deux prises de Blue Room diffèrent dans l'intervention des musiciens; Green n'intervient pas dans les deux versions, Rollins est seulement présent sur la première prise, son solo peut être ressenti « comme un exemple de son style de ses débuts » a déclaré l'auteur Morgenstern. L'interprétation de Miles Davis est dans les deux versions exécutée dans un esprit mélancolique. Avec le morceau Whispering, Davis reprend les bases harmoniques du standard bebop Groovin 'High de Dizzy Gillespie et son interprétation fournit deux solos de Miles, un court solo de Rollins et une impressionnante improvisation de Bennie Green.
Le dernier morceau interprété lors de la séance est le titre I Know qui paraîtra sur l'album Sonny Rollins with the Modern Jazz Quartet de Rollins. Il réalise à cette occasion l'enregistrement de son premier morceau en tant que leader. Le morceau offre également une des rares occasions d'entendre le trompettiste Miles Davis au piano; Lewis ayant dû quitter le studio d'enregistrement, Davis prend alors sa place. Il joue une courte introduction puis se met en arrière pour laisser la place aux contributions solos intenses de saxophone. Bien que trois parties sont de Rollins, Miles Davis est mentionné comme l'auteur de ce morceau qui est basé sur des changements d'accords de la composition de Charlie Parker, Confirmation.
Les titres de 5 à 8 ont été enregistrés lors de la session de février 1953 et débute par une composition de Al Cohn au thème plutôt doucereux, Tasty Pudding qui avait déjà été joué de nombreuses fois auparavant et traité de façon assez décontractée par Davis.
Sur le titre Willie The Wailer, Miles Davis et Al Cohn sont les deux solistes jouant un chorus chacun puis en reprise. À propos de Floppy l'auteur Nat Hentoff écrit sur les notes de l'album « qu'il  donne l'impression d'une approche moderne d'un thème à la façon Basie de la fin des années 1930 » et au sujet du dernier morceau For Adult Only, Ira Gitler écrit que « le solo d'ouverture de Zoot est tristement beau et Al et Miles renforcent ce sentiment dans leur jeu ».
| N° | Titre                         | Compositeur                                        | Durée |
| -- | ----------------------------- | -------------------------------------------------- | ----- |
| 1. | Morpheus                      | John Lewis                                         | 2:21  |
| 2. | Down                          | Miles Davis                                        | 2:51  |
| 3. | Blue Room (prise alternative) | Lorenz Hart, Richard Rodgers                       | 3:00  |
| 4. | Whispering                    | Richard H. Coburn, Vincent Rose, John Schoenberger | 3:03  |
| 5. | Tasty Pudding                 | Al Cohn, Miles Davis                               | 3:20  |
| 6. | Willie the Wailer             | Al Cohn, Miles Davis                               | 4:26  |
| 7. | Floppy                        | Al Cohn, Miles Davis                               | 5:58  |
| 8. | For Adults Only               | Al Cohn, Miles Davis                               | 5:33  |
| 9. | Blue Room                     | Lorenz Hart, Richard Rodgers                       | 3:02  |

## Réception
Selon Peter Wiessmüller, auteur d'une biographie sur Miles Davis, les premiers enregistrements du trompettiste pour Prestige Records sont limités car révèlent son ancienne dépendance à l'héroïne, produisant une stagnation artistique, qui a duré jusqu'à son légendaire album Walkin' de 1954. Les morceaux de la première session Prestige en pâtissent malgré le bon travail de la section rythmique Heath / Haynes avec une « fragmentation de style ».
Au sujet des enregistrements de la première session, l'auteur Ian Carr fait remarquer dans son ouvrage Miles Davis « que le style proprement dit de cette séance ... paraît en réalité assez mal défini : deux des quatre morceaux, Morpheus et Down semblent hésiter entre un style « cool » et une approche plus « hot », plus funky ». L'auteur mentionne également en parlant de Davis « sa maladresse dans le passage à double tempo de Whispering et son hésitation dans les deux prises de Blue Room » mais reconnaît la qualité de la section rythmique notamment les improvisations parfaitement interprétées de Bennie Green.
Les critiques Richard Cook et Brian Morton accordent seulement deux étoiles et demie sur quatre pour cet album de Miles Davis dans le prestigieux The Penguin Guide to Jazz.